# Chinandega (departamento)
Chinandega é um departamento da Nicarágua, localizado na fronteira com Honduras e banhado pelo golfo de Fonseca. Sua capital é a cidade de Chinandega.
A principal atividade do departamento é a agricultura. Seus principais produtos são borracha e rum da cana-de-açúcar, além de banana, amendoim, camarão e sal.

## Municípios
O departamento de Chinandega encontra-se dividido em 13 municípios:
1. Chichigalpa
2. Chinandega
3. Cinco Pinos
4. Corinto
5. El Realejo
6. El Viejo
7. Posoltega
8. Puerto Morazán
9. San Francisco del Norte
10. San Pedro del Norte
11. Santo Tomás del Norte
12. Somotillo
13. Villanueva